# Jean Dufresne

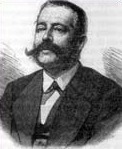
Jean Dufresne

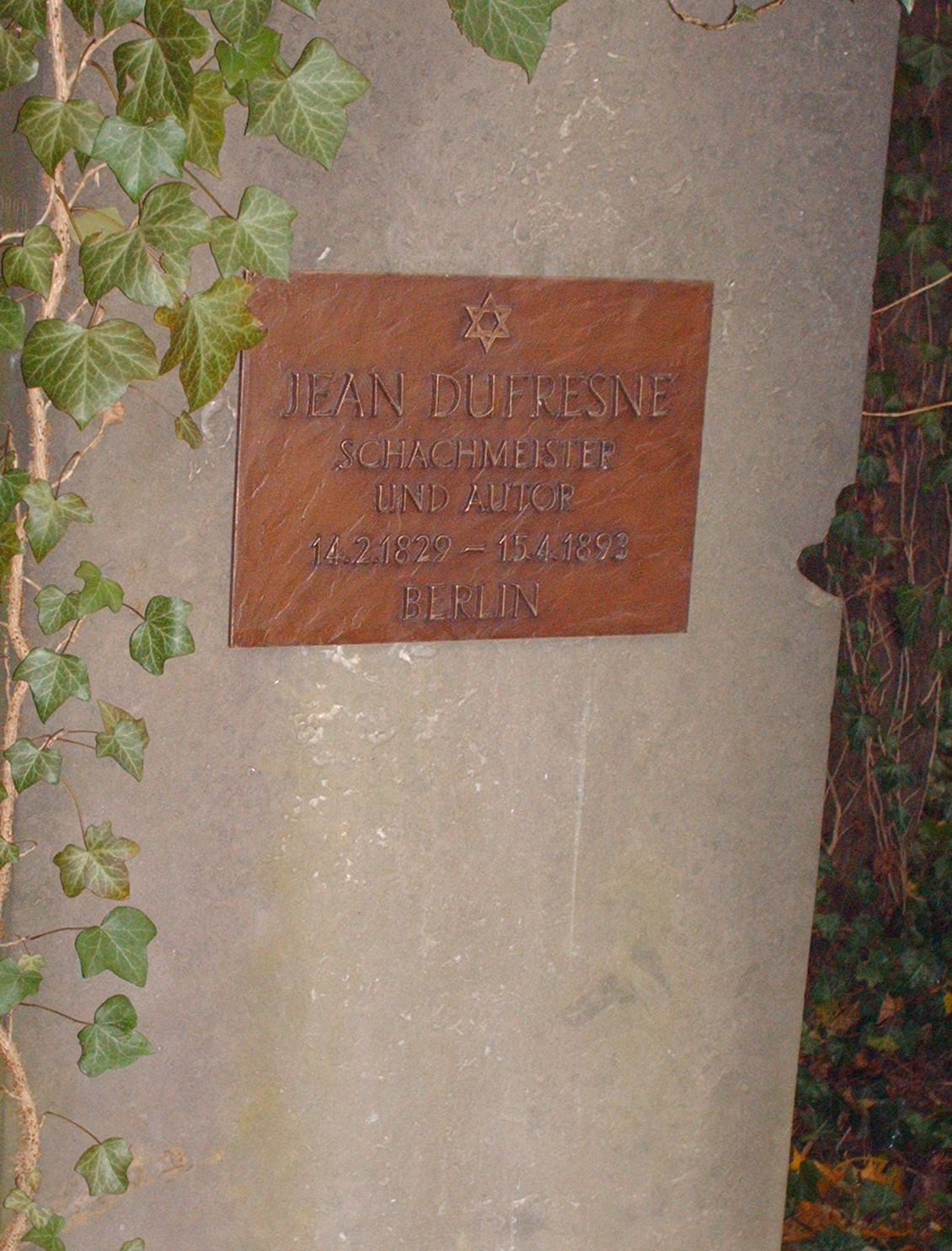
Grafsteen met gedenkplaat

Jean Dufresne (Berlijn, 14 februari 1829 - aldaar, 15 april 1893) was een Duitse schaakmeester en auteur. Daarnaast componeerde hij ook eindspelstudies en schaakproblemen. Dufresne is vooral bekend als tegenstander van de toenmalige wereldkampioen Adolf Anderssen in een legendarische schaakpartij uit 1852, die heden ten dage nog steeds bekendstaat als de beroemde Immergrüne of Evergreen. In 1868 gunde vrouwe Caïssa hem revanche: Dufresne won een match tegen Anderssen in Berlijn met 3½-2½.
Dufresne was de zoon van een Jiddisch koopman die in 1847 van het gymnasium kwam om zich toe te leggen op een studie Rechtsgeleerdheid en Kameralistiek in Berlijn en Breslau (het huidige Wrocław).
Toen Dufresne's vader grote bedragen verloor en diens studie niet langer kon bekostigen, stopte hij in 1852 met zijn studie om zich op de journalistiek te richten. Toenemende doofheid dwong hem er in 1875 toe om zijn beroep als redacteur op te geven. Voortaan zou hij zich bijna uitsluitend met schaken bezighouden. Een manuscript over wiskunde kon hij niet voltooien; in 1893 overleed de inmiddels stokdove Dufresne aan een beroerte.
Onder het anagramisch pseudoniem E.S. Freund publiceerde hij drie romans, die echter weinig succesvol waren (tot 1980 waren er zelfs vermoedens, dat Jean Dufresne het pseudoniem was van E.S. Freund). Meer succes boekte hij met Theoretisch-praktisches Handbuch des Schachspiels in 1863, waardoor het grote publiek hem opmerkte als schaakauteur. Dit was de voorloper van het ruim een eeuw later nog bekende Kleinen Lehrbuch des Schachspiels, dat in 1881 uitkwam in een onverwacht hoge oplage. Al in 1892 verscheen hiervan de 6e druk. Na Dufresne's overlijden werkte Jacques Mieses het boek verder uit tot het standaardwerk Lehrbuch des Schachspiels, waarvan in 2004 de 31e druk verscheen.
Minder bekend is dat Dufresne ook een liefhebber van het damspel was. Hij schreef ook twee damboeken. In 1885 verscheen zijn boek Kleines Lehrbuch des Damespiels, in 1888 gevolgd door Der Freund des Damespiels.
Jean Dufresne werd begraven op de Joodse begraafplaats Berlin-Weißensee, alwaar het graf in vergetelheid raakte. In 2002 werd na lang speurwerk zijn (door oorlog en erosie) zwaar beschadigde grafsteen teruggevonden, waarop nog met moeite het opschrift (scha)"chmeister" te ontwaren was. Na een inzamelingsactie werd op 20 oktober 2006 een bronzen gedenkplaat op het graf aangebracht.